# جبل جويش (كعيدنة)

تعديل مصدري - تعديل

جبل جويش هي إحدى قرى عزلة سواخ بمديرية كعيدنة التابعة لمحافظة حجة، بلغ تعداد سكانها 260 نسمة حسب تعداد اليمن لعام 2004.